# 정재문
정재문(鄭在文, 1936년 10월 31일 ~ 2024년 9월 11일)은 대한민국의 정치인이다. 제12·13·14·15·16대 국회의원을 지냈다. 본관은 영일이다. 전 국회부의장 정해영의 아들이다.

## 학력
- 부산진국민학교 전학
- 영도국민학교 졸업
- 경기중학교 졸업
- 경기고등학교 51회 졸업
- 미국 캘리포니아 주립대학교 버클리 교 경제학과 학사

### 비학위 수료
- 서울대학교 경영대학원 최고경영자과정 수료

### 명예 박사 학위
- 중화민국 타이완 문화 대학교 명예 정치학 박사

## 경력
- 한국외국어대학교 강사
- 서강대학교 겸임교수
- 버클리대학 한국동창회 회장
- 대한상공회의소 감사
- 국제의회연맹(IPU)대표 단장
- 한나라당 지도위원 겸 국제위원회 위원장
- 국회 외무통일위원회 위원장(14대,15대)
- 대한민국헌정회 이사
- 한나라당 상임고문
- 새누리당 상임고문
- 자유한국당 상임고문
- 미래통합당 부산광역시당 2020 통합 선거책위위원회 명예선거대책위원장
- 미래통합당 상임고문
- 국민의힘 상임고문
- 국민의힘 제8회 지방선거 부산 선거대책위원회 명예선대위원장

## 역대 선거 결과
|  | 29.3% |

|  | 52.27% |

|  | 51.28% |

|  | 50.42% |

|  | 58.53% |

## 소속 정당
| 소속 정당 | 소속 정당  | 소속 기간 | 비고           |
| --------- | ---------- | --------- | -------------- |
|           | 신한민주당 | 1985~1987 | 창당 정계 입문 |
|           | 무소속     | 1987      | 탈당           |
|           | 통일민주당 | 1987~1990 | 창당           |
|           | 민주자유당 | 1990~1995 | 합당           |
|           | 신한국당   | 1995~1997 | 당명 변경      |
|           | 한나라당   | 1997~2012 | 합당 정계 은퇴 |
|           | 새누리당   | 2012~2017 | 당명 변경      |
|           | 자유한국당 | 2017~2020 | 당명 변경      |
|           | 미래통합당 | 2020      | 합당           |
|           | 국민의힘   | 2020~2024 | 당명 변경 사망 |

## 같이 보기
- 대한민국 제12대 국회의원 선거 신한민주당 후보 목록#전국구
- 부산진구 갑
- 부산 부산진구의 국회의원